# Podagra crassipes
Podagra crassipes là một loài bướm đêm trong họ Noctuidae.